# Callianassa affinis
Callianassa affinis is een tienpotigensoort uit de familie van de Callianassidae. De wetenschappelijke naam van de soort werd in 1861 voor het eerst geldig gepubliceerd door Alphonse Milne-Edwards.